# 561 Batalion Wschodni
561 Batalion Wschodni (niem. Ost-Bataillon 561) – oddział wojskowy Wehrmachtu złożony z Rosjan podczas II wojny światowej.

## Historia
Batalion został sformowany 1 lutego 1944 r. na centralnym odcinku frontu wschodniego. Podlegał 9 Armii Grupy Armii "Środek". Składał się z czterech kompanii. Pod koniec marca tego roku przeniesiono go do okupowanej północnej Francji. Jako I batalion wszedł w skład 739 Fortecznego Pułku Grenadierów 709 Dywizji Piechoty gen. Karla-Wilhelma von Schliebena, stacjonującej w Normandii. Batalion obsadził nadmorskie miasteczko Flamanville. Po inwazji wojsk alianckich 6 czerwca 1944 r., prowadził ciężkie walki z Amerykanami na Półwyspie Cotentin. Batalion został zniszczony pod koniec czerwca tego roku podczas obrony Cherbourga.